# Affisch

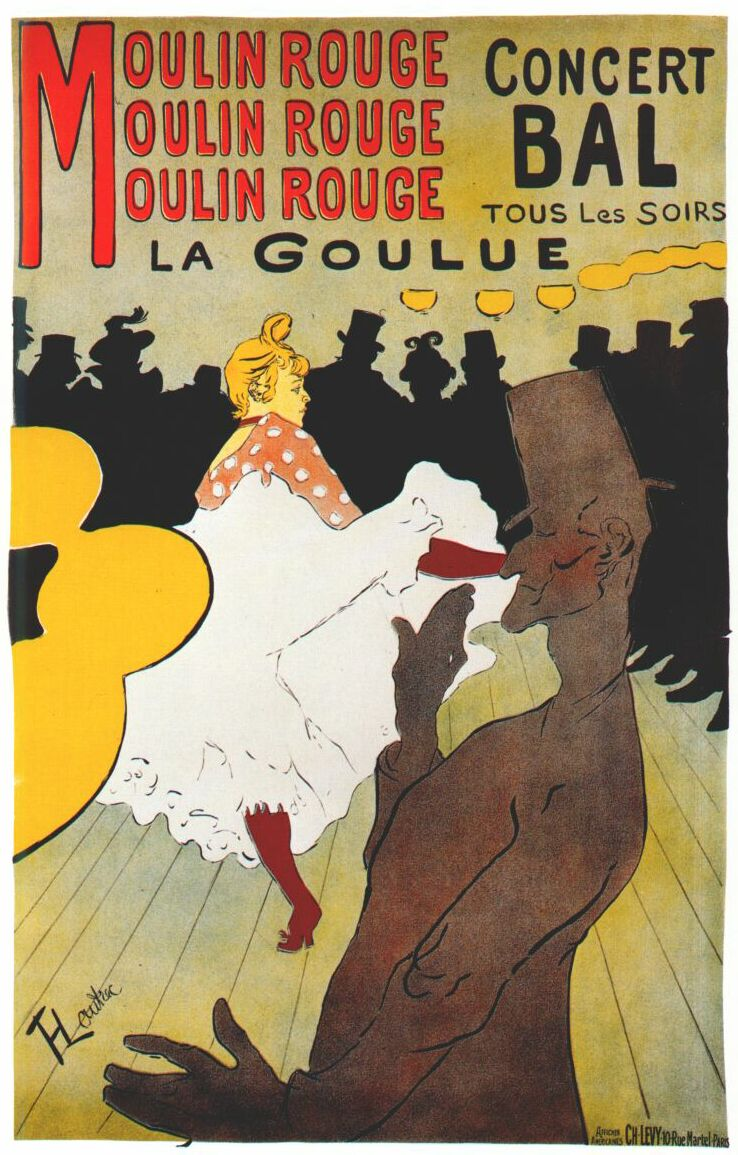
Affisch för Moulin Rouge, Henri de Toulouse-Lautrec 1891

Affisch (av franska affiche, från latin affigere, ”fästa  vid”) är ett reklam- eller informationsanslag med visuellt genomarbetad utformning av text- och bildmeddelande. En affisch kan bestå enbart av text eller vara sammansatt av både text och illustration. Eftersom affischen skall anslås, finns tryck oftast enbart på en sida. 
En poster är en tryckt, textfri bild av affischliknande karaktär använd som väggprydnad. Till skillnad från affischen saknar en poster aktualitetskaraktär och har främst en dekorativ funktion. En poster kan ha tryck på båda sidor.

## Funktion

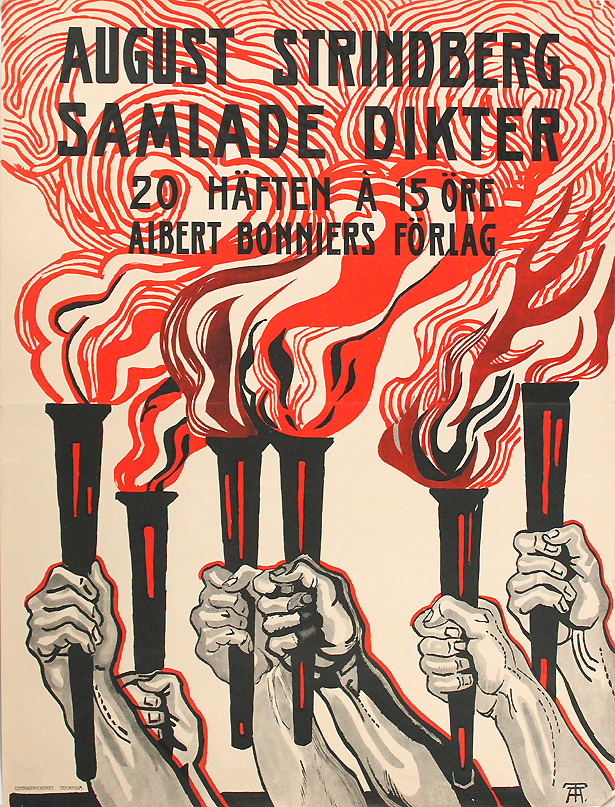
Reklamaffisch av Axel Törneman 1911

Affischen är en komposition av text och bild eller av bara text och då ofta med tydligt grafiskt uttryck. Dess funktion är att informera. Budskapet, vare sig det är ren information eller av mer övertygande reklamkaraktär, är en färskvara och starkt bundet till sin tid. Funktionen är alltså initialt att förmedla ett aktuellt budskap. Men med tiden kan samma affisch få en annan användning och dess funktion blir då stämningsskapande, estetiskt dekorativ. Affischen tillhör liksom andra publikationer av tillfällig karaktär den grupp som benämns efemärt material.

## Förmedling
Affischer har i minst etthundrafemtio år varit en betydelsefull del av det informationsutbud som möter oss varje dag. Det kan handla om att sprida information som lockar till nöjen eller om vad som tilldrar sig i politiken. Det kan också handla försäljning av varor, där man övertygar om att smaken på en viss tesort är helt omöjlig att undvara. En bra affisch lyckas överföra ett avsett budskap på ganska kort tid vilket innebär att den med hjälp av ord och bild, först lockar och sedan omedelbart överför information till den förbipasserande betraktaren, vilken förhoppningsvis blir upplyst och/eller övertygad. Flera parametrar har betydelse för hur framgångsrik en affisch blir. Förutom tilltalet och därmed olika retoriska grepp måste affischen ha förmågan att visuellt attrahera. Formgivning med samspelet mellan textinnehåll, typografi och bilduttryck är affischens speciella särart och här sätter bara fantasin gräns. Men även  placeringen i det offentliga rummet spelar roll för affischens framgång.

## Stilmedel

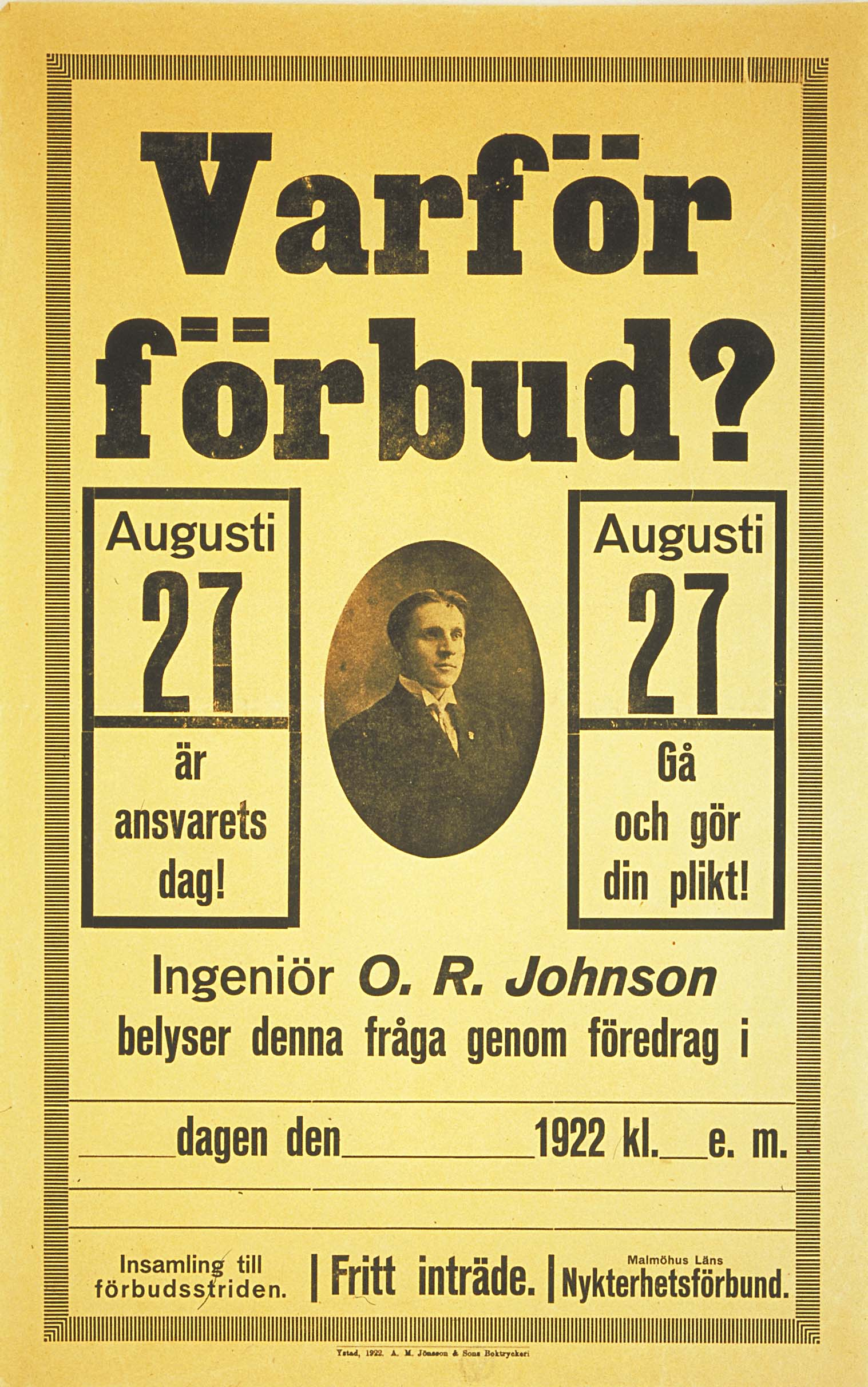
Förbudsfrågan 1922

Äldre affischer före färglitografins genombrott men även icke-illustrerade affischer från senare tid använder en rik variation av typografiska stilmedel. Ny information i samma affisch sätts ofta med annan typografi än föregående och varierade textstorlekar, fetstil och kursivering avser hjälpa ögat att sålla i informationsflödet. Äldre affischer liknas ibland vid ”väggtidningar" och i en tid då tempot var annat och man tog sig tid att läsa allt som stod, kunde affischen fungera. Men när man senare började trycka affischerna med litografiska metoder som tillät en friare formgivning, kunde bildinslaget ökas på bekostnad av texten och ge en snabbare förmedling av budskapet. Bildens förmåga att snabbt tydliggöra något kan inte jämföras med läsning av text och illustrationens betydelse för affischens effektivitet blev uppenbar. Texterna kortades till rubrikliknande fraser som interagerade formmässigt med en bild och därmed skapades den moderna affischen som vi fortfarande ser den idag.

## Konsten
Enligt en del källor sattes det första tryckta anslaget upp i England 1477 av en herre vid namn William Caxton. Men inget säger att ett anslag, en kungörelser eller om man kallar det affisch måste vara tryckt så affischliknande anslag har säkert funnits ännu tidigare. Den tryckta affischen var sig ganska lik under flera hundra år. Texten sattes i boktryck och eventuella illustrationer eller dekorationer infördes från gravyrer. Först under 1800-talets senare del, närmare bestämt 1866, anses den moderna affischen ha blivit född. Fransmannen Jules Cherét satte då för första gången upp affischer i Paris framställda med färglitografisk teknik. Tillsammans med bl. a. Henri Toulouse-Lautrec skapades sedan de klassiska "La belle epoque"-affischerna. Men även jugendstilen, med t.ex. Hans Hollweins av träsnittet inspirerade yta, bidrog tidigt till utvecklingen på den konstnärliga fronten. 
Alltsedan Toulouse-Lautrecs berömda affischer - delvis inspirerade av japanska träsnitt - har många konstnärer, till exempel Picasso, Chagall, Matisse, formgivit och utfört affischer och några, till exempel Edward McKnight-Kauffer och Alfons Mucha har gjort affischkonst till sin specialitet. Handmålning och litografi var länge den förhärskande tekniken, men senare övergick man till offset och silkscreen.
Den psykedeliska affischkonsten, också kallad Noveau Frisco, med namn som Wes Wilson och Rick Griffin, uppkom i San Francisco i slutet av 1960-talet. Förebilden var Art Noveau, och till detta fogade man dels de karakteristiska ihopträngda och böljande flower power-bokstäverna, dels fluorescerande färger. Under majrevolten i Paris 1968 uppkom Atelier Populaire på stadens konstskola, där visuellt enkla och politiskt slagkraftiga affischer tillverkades med silkscreen och klistrades upp i staden av ett kollektiv av konstnärer och aktivister. Affischens användning märks också i den nutida gatukonsten.

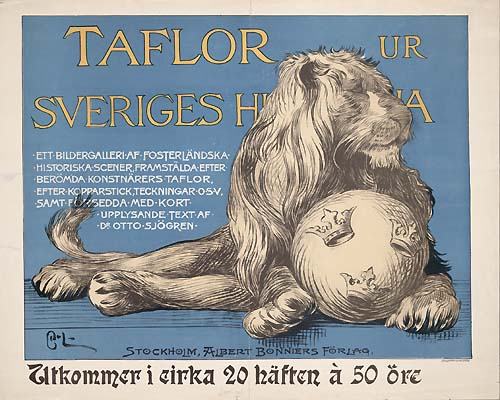
Reklamaffisch av Carl Larsson 1897

Svenska konstnärer påverkades men först på 1890-talet började svenska affischer tillverkas i någon betydande upplaga. På Generalstabens litografiska anstalt uppstod det kortlivade företaget "Konstnärliga Affischer" där ett antal betydande svenska konstnärer deltog för att skapa en svensk reklamaffisch. Man trodde på en bildmässigt attraktiv reklam med förmåga att påverka. Bland de konstnärer som verkade inom företaget kan nämnas - Olle Hjortzberg, Ragnar Östberg, Nils Kreuger, Artur Sjögren, Carl Westman, Elin Westman, Vicke Andrén och Albert Engström. 1895 gjorde Caleb Althin som medarbetare i företaget en konstnärlig reklamaffisch för Stora bryggeriet där det enkla budskapet är att "Stora bryggeriets öl är bäst".

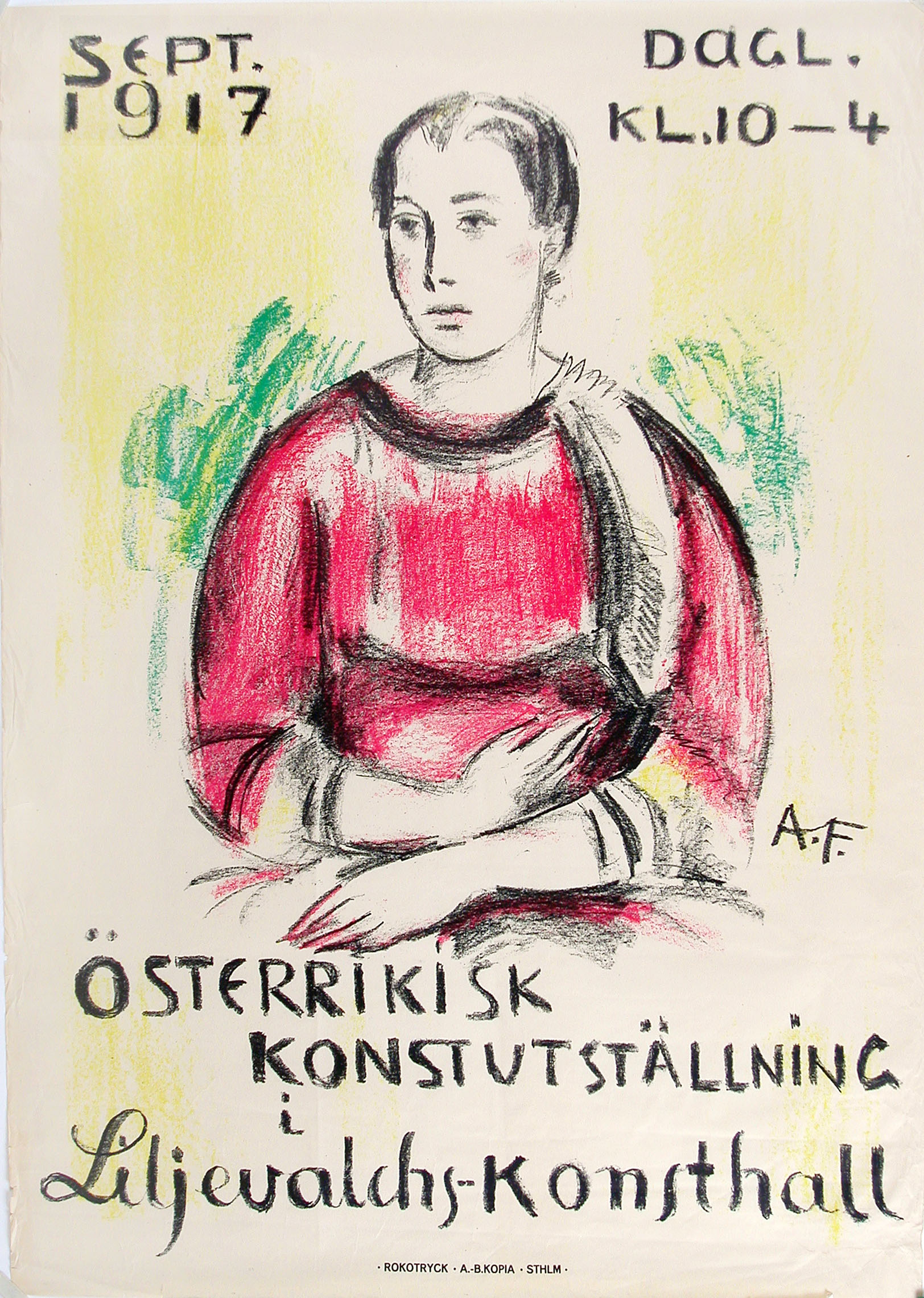
Utställningsaffisch A.F. 1917

Under 1900-talet möjliggjorde trycktekniken massproduktion av illustrerade affischer. Det vanliga är att den som formger en affisch är anonym men så är inte alltid fallet. I de fall signaturer skrivs ut går de inte alltid att belägga. Affischer har dessutom inte sällan flera upphovsmän. Det kan vara en grupp bestående av tecknare, art director, copywriter och lay-outman. 
Några viktiga svenska affischkonstnärer på 1900-talet är Einar Nerman, Wilhelm Kåge, Eric Rohman, Mauritz Moje Åslund, Gösta Åberg, Gunnar Håkansson, Anders Beckman, Walter Bjorne, Sture Johannesson.

## Tidsspegel
Affischer speglar sin tids värderingar, trender och viktigare händelser. Den fungerar som formgivande indikator på stämningar och trender. Därför blir den utmärkt som tidsspegel. Vid återskapandet av gamla miljöer har affischer sin givna plats. En vanlig skiljelinje, som dock allt som oftast sammanfaller, är mellan konstnärliga och kommersiella affischer. Idag ser vi att dessa inte utesluter varandra. 1900-talet bjöd på många nya impulser från målarkonsten. Kubismens kollage av föremål och bokstäver inspirerade affischkonstnärerna, surrealismen likaså. Direkt tillämpbar var Bauhausrörelsens experiment med ytor, fotomontage och typografi. Att våga berätta visuellt har varit en ren utmaning i modernismens tidevarv. När man ser tillbaka på 1900-talets konstutveckling kan man påstå att det är inom formgivning och grafisk design som det bästa i fråga om modernismens traditioner förts vidare och omsatts i en för samhället gångbart bild- och formspråk. I Sverige kom genombrottet i och med funktionalismen 1930. Först på 1950-talet skedde en befrielse från den stil som skapats i slutet på 1920-talet. Fortfarande gjordes emellertid förlagorna för hand och överfördes till tryckmediet av litografer. Under de senaste decennierna har nya uttrycksmedel tagits i bruk som begagnar främst offsettryck och fotografiska metoder. 
I efterhand ter sig äldre reklambudskap ofta lite komiska – man ser tydligare de överdrifter som ofta uttrycks i reklamen. För nutida betraktare är humorn ibland väl drastisk - nästan plump. Vissa företeelser kan man inte ens överföra i översatt form till dagens reklamspråk. Synen på etniska särdrag i äldre reklamaffischer är till exempel en känslig sak som bör hanteras varsamt men som när affischen trycktes var helt naturlig. Idag säger reklamen något om  tidens inställning och som sådan är den avslöjande. 
Men humor är också liksom idag medvetet använd. Lek med ord och humoristiska inslag är en given teknik att fånga intresse och för att få betraktaren att minnas reklamen.

## Affischtyper
Många tänker kanske på film när man talar om affischer. Filmaffischerna var ofta i form av avlånga sk. stolpaffischer. Man inskränkte sig i dessa till att under en stel rubrik presentera olika scener ur filmen. Layoutens betydelse in på 1920-talet kommer dock ungefär samtidigt i olika affischgenrer. 

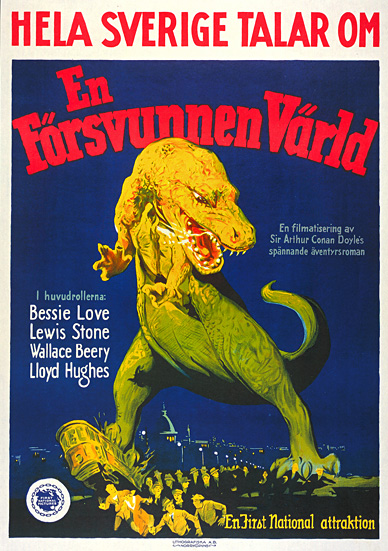
Filmaffisch 1925, Anonym

Stumfilmsaffischerna är tilltalande konstnärligt sett beroende på deras förmåga att kombinera det kommersiella och konstnärliga. De två ytterligheterna, att klämma in så många iögonfallande och publiktilldragande ingredienser som möjligt och att skapa konstnärlig kvalitet, finns på ett utmärkt sätt representerade här. Filmaffischer produceras i en aldrig sinande ström vilket enligt många genom åren har påverkat kvaliteten menligt. Faktorer som en konstnär måste hålla sig till är att framhäva hjälten, att skildra en romantisk eller dramatisk scen ur en film, att teckna skådespelarna porträttlikt etc. Publiken måste känna igen sin idol. Genombrottet för den konstnärliga svenska filmaffischen kom med stumfilmens storhetstid i Sverige på 1920-talet. 1930-talet blev stilbildande för den klassiska filmaffischen med en stil som skulle hålla sig i flera decennier. Fotokollage blandades med teckningar. Fotot gav information ur filmen och teckningarna drog ögonen till affischen. 
Olika typer av budskap använder liknande formspråk i affischen. Det är ingen större skillnad  hur man presenterar en vara eller en tjänst, dvs. mellan konkreta och abstrakta budskap. Social information, politisk propaganda eller kulturella evenemang ställer olika krav på hur budskapet presenteras men gestaltningen av budskapen är likartad. Det är inte bara innehållet som påverkar utformningen, även avsändaren och den tilltänkte mottagaren har betydelse. Tiden fram till andra världskriget kännetecknas t.ex. i de politiska affischerna av starka ordformuleringar där det mesta kan inordnas i svart eller vitt, till exempel högerns affisch "Vänsterns draksådd" 1920 eller partiets "Värna ditt hem. Välj klart borgerligt" under det så kallade kosackvalet 1928. Karikatyrer användes flitigt. I Sverige kan man konstatera att affischen ganska sparsamt användes i den politiska propagandans tjänst före första världskriget. Man kan säga att varje decennium hade sin affischprofil som på sitt eget sätt speglade samhällets förändring. Före 1920 var den stora uppgiften att få folk till röstlokalerna. Karikatyrer och symbolspråk blev snart på modet. Hotet från vänster kunde illustreras med arbetare som hugger ned ett träd som ängsliga borgare sitter uppflugna i. Samma retorik användes ofta från både höger och vänster och ibland kan det vara svårt att identifiera partiet bakom affischen. I och med 40-talet blev budskapet mer rakt på sak - "Rak vänster slår ut Högern" med en bild på en man svingande sin knytnäve. Utländska förebilder användes ofta under mellankrigstiden där man ser klara inspirationer både från sovjetiska och tyska förlagor och där bildspråket, dessa olika politiska system emellan, är ungefär likartat. I Sverige blev politiken och färgsättningen alltmer blågul en bit in på 1930-talet. Efterkrigstidens politiska affischer har svårt att nå upp till den uppfinningsrikedom som präglade budskap formgivning tidigare. 
De fackliga organisationerna använde tidigt affischer för att fördöma strejkbrytare, mana till strejker och bojkotter eller för att propagera mot lagstiftning eller lagstiftningsförslag som uppfattades som anti-facklig.
Andra typer av affischer som präglat den miljö där de suttit upphängda är cirkus- och underhållningsaffischerna. Dessa fanns redan på 1700-talet och är i de tidigaste åren ofta försedda med enkla illustrationer, ofta i träsnitt, av stiliserade djur och människor. Andra exempel på affischkategorier kan vara teater, konsert, sport, beredskapsaffischer, konst och utställningar. Den äldsta bevarade svenska affischen finns i Kungliga biblioteket och är från ca 1680-talet. Det är en  teateraffisch från det dåvarande Bållhuset (Bollhuset) i Stockholm.

## Galleri

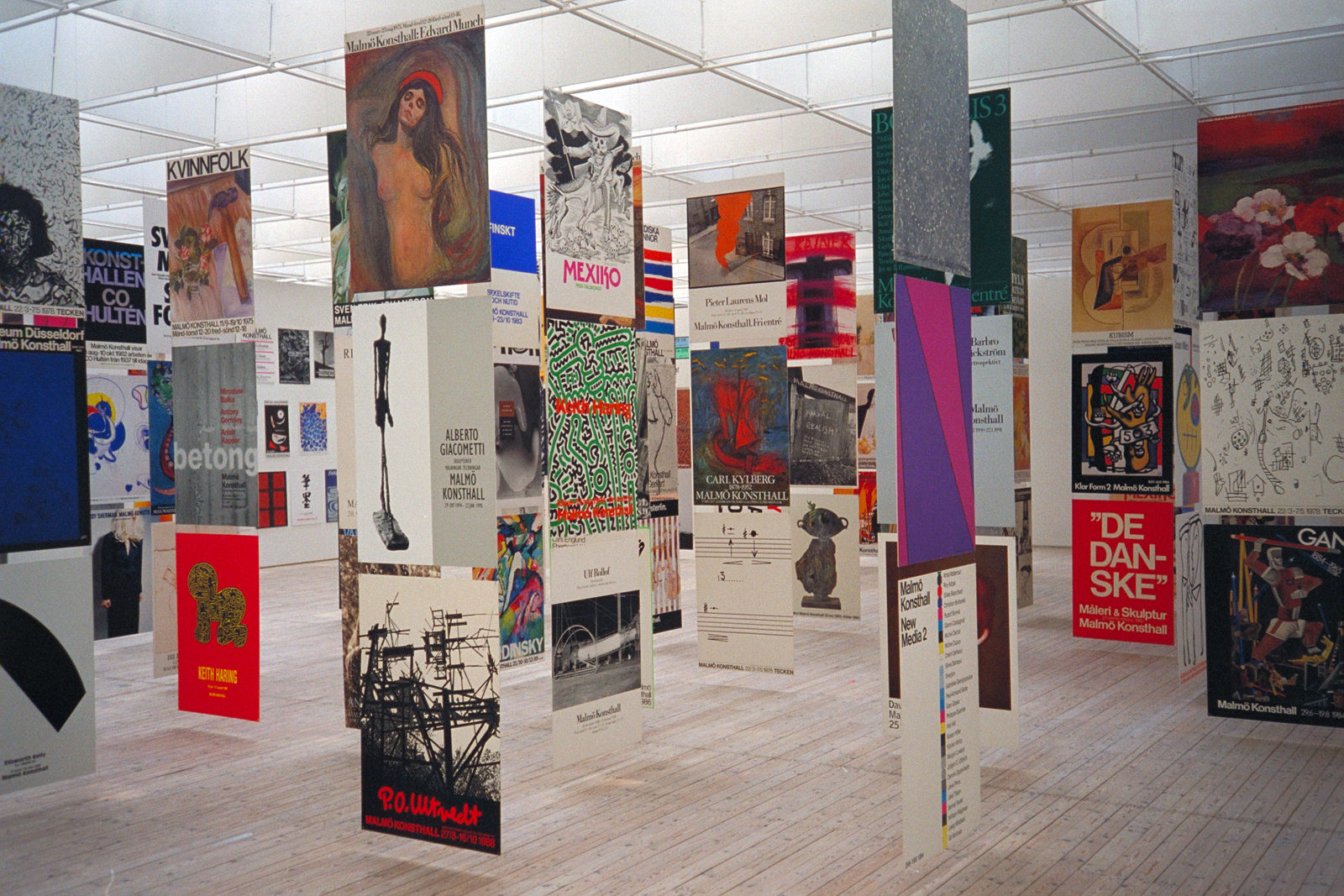
Utställningsaffischer på Malmö Konsthalls 25-årsjubileum 2000.
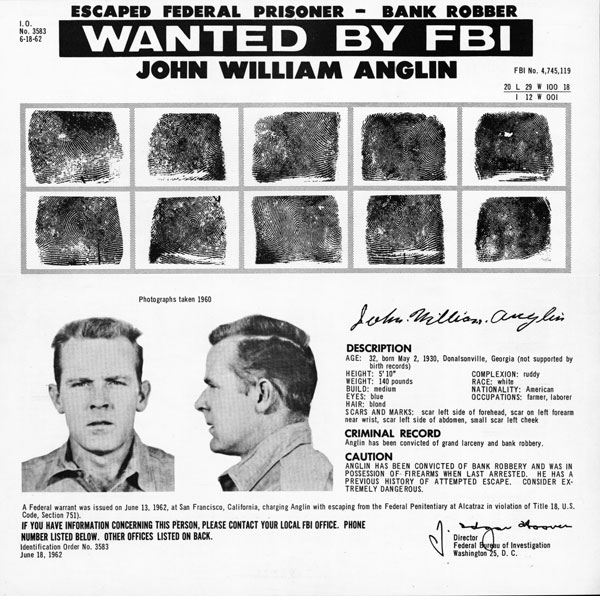
Affisch från FBI med en efterlysning av John Anglin.
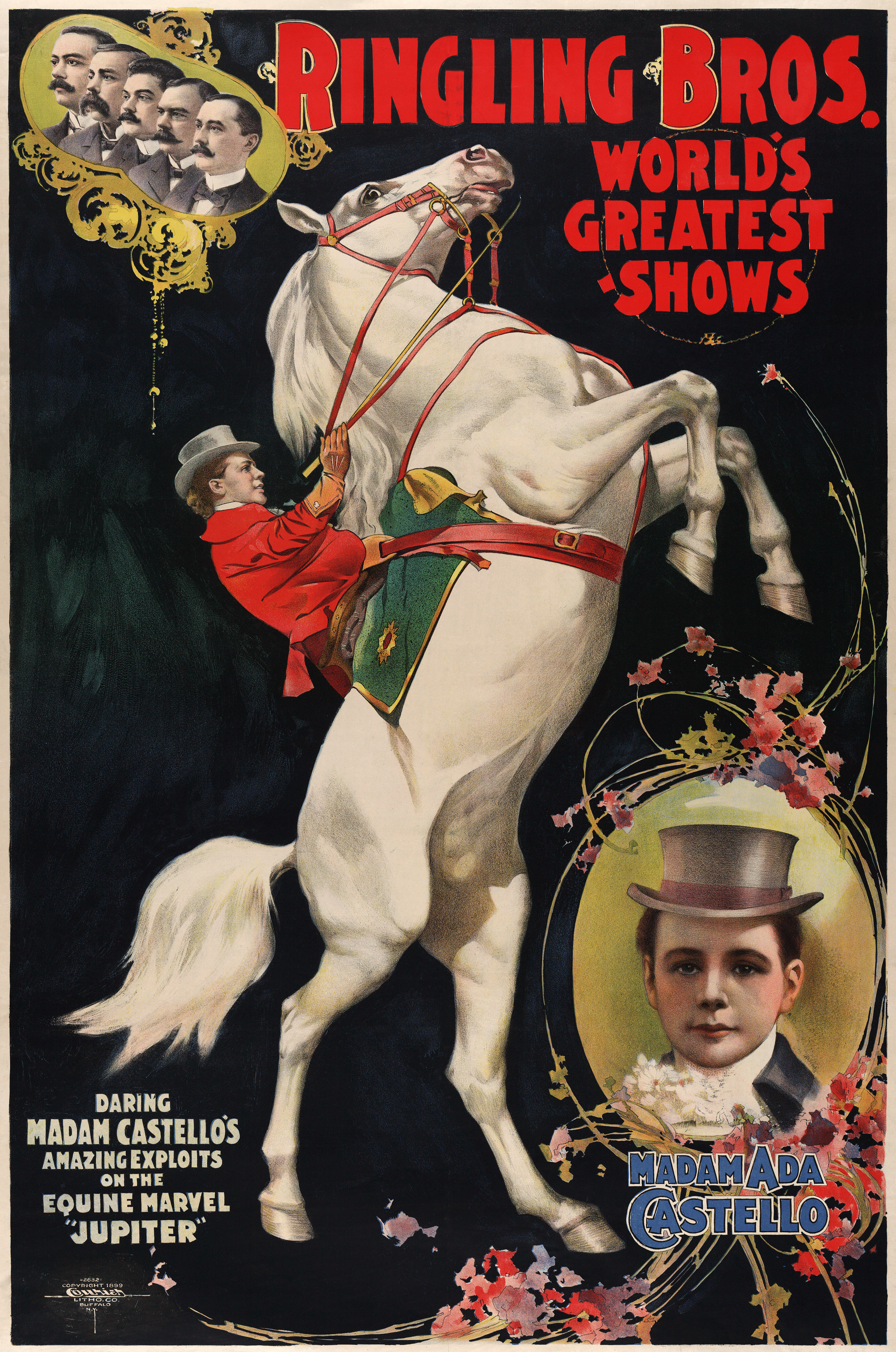
Affisch om cirkusen Ringling Brothers.
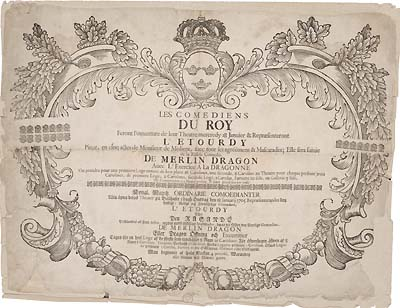
Teateraffisch Bollhuset 1705.